# Zoe Zimmermann
Zoe Zimmermann (16 maggio 2002) è una sciatrice alpina statunitense.

## Biografia
Originaria di Gilford, la Zimmermann proviene da una famiglia di grandi tradizioni sciistiche: è nipote dell'austriaco Egon e della statunitense Penelope Pitou, a loro volta sciatori alpini. Attiva dal novembre del 2018, ha esordito in Nor-Am Cup il 10 dicembre dello stesso anno a Panorama in supergigante (31ª) e in Coppa del Mondo il 12 gennaio 2021 a Flachau in slalom speciale, senza completare la prova; il 22 novembre 2021 ha conquistato il primo podio in Nor-Am Cup, a Copper Mountain in slalom speciale (2ª), e il 28 marzo 2022 la prima vittoria nel circuito, a Sugarloaf nella medesima specialità. Non ha preso parte a rassegne olimpiche o iridate.

## Palmarès

### Coppa del Mondo
- Miglior piazzamento in classifica generale: 117ª nel 2023

### Nor-Am Cup
- Miglior piazzamento in classifica generale: 10ª nel 2023
- 7 podi:
  - 1 vittoria
  - 4 secondi posti
  - 2 terzi posti

#### Nor-Am Cup - vittorie
| Data          | Località  | Paese       | Specialità |
| ------------- | --------- | ----------- | ---------- |
| 28 marzo 2022 | Sugarloaf | Stati Uniti | SL         |

Legenda:

SL = slalom speciale

### Australia New Zealand Cup
- Miglior piazzamento in classifica generale: 4ª nel 2023
- Vincitore della classifica di slalom speciale nel 2023
- 2 podi:
  - 1 vittoria
  - 1 terzo posto

#### Australia New Zealand Cup - vittorie
| Data           | Località     | Paese         | Specialità |
| -------------- | ------------ | ------------- | ---------- |
| 23 agosto 2022 | Coronet Peak | Nuova Zelanda | SL         |

Legenda:

SL = slalom speciale

### Campionati statunitensi
- 1 medaglia:
  - 1 argento (slalom speciale nel 2024)